# Vincent Dutrait
Vincent Dutrait (né le 20 février 1976 à Bordeaux) est un illustrateur français.

## Biographie
Vincent Dutrait intègre en 1997 l'École Émile-Cohl, école privée d’illustration et d’infographie sise à Lyon. Une fois son diplôme obtenu, il travaille comme illustrateur indépendant pour les éditeurs de jeux, les magazines et surtout pour l’édition jeunesse et fantasy. Amoureux de l’Asie, il parcourt la Chine, Taïwan, le Viêt Nam.
Vincent Dutrait enseigne la bande dessinée et l’illustration à l’École Émile-Cohl depuis 1999, avec une interruption de cinq ans de 2003 à 2008, période pendant laquelle il a vécu à Séoul (Corée du Sud). 

## Publications

### Ouvrage illustré
- Daniel Defoe : Robinson Crusoé, 2004, Magnard
- Anne Jonas : Les Chevaliers de la Table Ronde, 2007, Milan jeunesse
- Béatrice Bottet  : Encyclopédie du fantastique et de l'étrange : L'intégrale, 2008 (autres illustrateurs : Christine Adam et Bruno David)
- Fabrice Colin et André-François Ruault : Le grimoire de Merlin : Toute l’histoire du fantastique et du merveilleux, 2007, Deux coqs d’or
- Christophe Galfard : Le Prince des nuages,  Pocket Jeunesse :
  - Le Blueberry, 2009
  - Le Matin des trois soleils, 2012
  - La Colère du ciel et du vent, 2013
- Sophie Humann : Le courage de Sacajawea, 2009, Gulf Stream Éditeur
- Selma Lagerlöf : Le fabuleux voyage de Nils Holgersson, 2009, collection P'tit Glénat
- Marie Sellier et Olivier Charbonnel : Je vous écris de Versailles, 2009, Casterman
- Sophie Humann : Entre ciel et mer, les défis d'Auguste Piccard, 2010, Gulf Stream Éditeur
- Jean-Pierre Kerloc'h (d’après le roman de Johanna Spyri) : Heidi : Petite fille des montagnes, 2010, collection P'tit Glénat
- Sophie Humann : Louis Pasteur, 2011, Gulf Stream Éditeur
- Christelle Chatel : Les pirates, 2012, Fleurus

### Jeu

#### illustrateur principal
- China Moon, 2003, de Bruno Faidutti (Eurogames)

- Water Lily, 2010, de Dominique Ehrhard (GameWorks)
- Diplomacy, 2006, de Allan B. Calhammer (Asmodee)
- Tikal II, 2010, de Wolfgang Kramer et Michael Kiesling (GameWorks)
- Tschak!, 2011, de Dominique Ehrhard (GameWorks)
- Shitenno, 2011, de Cédric Lefebvre (Ludonaute)
- Mundus Novus, 2011, de Serge Laget et Bruno Cathala (Asmodée)
- Augustus, 2012, de Paolo Mori (Hurrican)
- Rome & Carthage, 2012, de Jean-René Vernes (Grosso Modo)
- The Phantom Society, 2013, de Hervé Marly et Frédéric Colombier (FunForge)
- Lewis & Clark, 2013, de Cédrick Chaboussit (Ludonaute)
- Longhorn, 2013, de Bruno Cathala (Blue Orange)
- Madame Ching, 2014, de Bruno Cathala et Ludovic Maublanc (Hurrican)
- Dragon Run, 2014, de Bruno Cathala et Ludtche (Blue Orange)
- Raptor, 2015, de Bruno Cathala et Bruno Faidutti (Matagot)
- Les Taxis De La Marne, 2015, de Jérémie Caplanne (Cocktail Games)
- Timeline : Korean History, 2015, de Frédéric Henry (Asmodee / Korea Boardgames)
- Broom Service, 2015, de Alexander Pfister et Andreas Pelikan (Alea)
- Discoveries : The Journals Of Lewis & Clark, 2015, Cédrick Chaboussit (Ludonaute)
- New York 1901, 2015, de Chénier La Salle (Blue Orange)
- Vignobles, 2016, de Fabrice Arcas et Guillaume Peccoz (Ludocom)
- Tout Là-Haut, 2016, de David Short (Crash Games / Iello)
- Dolorès, 2016, de Bruno Faidutti et Eric Lang (Lui-même)
- Venise, 2016, de Cyprien Grès (Eggame)
- Gangsi, 2016, de Marcel-André Casasola Merkle (Broadway Toys LTD)
- Battlefold, 2017, de Dave Choi et Yohan Goh (Happy Baobad)
- Sherlock 13, 2017, de Hope S. Hwang (Letheia)
- King's Road, 2017, de Reiner Knizia (Grail Games)
- Museum, 2018, de Eric Dubus et Olivier Melison (Holy Grail Games)
- Yellow & Yangtze, 2018, de Reiner Knizia (Grail Games)
- Jeanne D'Arc, La Bataille D'Orléans, 2018, de Dominique Breton (H2O)
- L'Île au Trésor, 2018, de Marc Paquien (Matagot)
- Naga Raja, 2018, de Bruno Cathala et Théo Rivière (Hurrican)
- Solenia, 2019, de Sébastien Dujardin (Pearl Games)
- Jaipur (réédition), 2019, de Sébastien Pauchon (Space Cowboys)
- Queenz, 2019, de Johannes Goupy et Bruno Cathala (Mandoo Games)
- Space Gate Odyssey, 2019, de Cédric Lefebvre (Ludonaute)
- Kushi Express, 2020, de Yohan Goh (Mandoo Games)
- The One Hundred Torii, 2020, de Scott Caputo (Pencil First Games)
- Lueur, 2021, de Cédrick Chaboussit (Bombyx)
- Jekyll Vs Hyde, 2021, de Geonil (Mandoo Games)
- Whale Riders, 2021, de Reiner Knizia (Grail Games)
- Canopée, 2021, de Tim Eisner (Lucky Duck Games)
- Holi - Festival Des Couleurs, 2021, de Julio E. Nazario (Floodgate Games / Matagot)
- Enquêtes À Los Angeles, 2021, de Evan Derrick (La boite de Jeu)
- Oltréé, 2021, de Antoine Bauza et John Grümph (Studio H)
- Heat, 2022, de Asger Harding Granerud et Daniel Skjold Pedersen (Days of wonder)
- Les Tribus du Vent, 2022, de Joachim Thôme (La Boite de Jeu)
- Le Seigneur des Anneaux : Duel pour la Terre du Milieu, 2024, de Bruno Cathala et Antoine Bauza (Repos Production)

#### Illustrateur invité
- CardLine Globetrotter, 2013, de Frédéric Henry (Bombyx)
- Elysium, 2015, de Brett J. Gilbert et Matthew Dunstan (Space Cowboys)
- When I Dream, 2017, de Chris Darsaklis (Repos Production)
- Robinson Crusoé - Aventures Sur L'île Maudite, 2018, de Ignacy Trzewiczek (Edge Entertainment)
- Last Message, 2021, de Kim Giung et Lee Ju-Hwa (Iello)
- jeu de cartes à collectionner L’Appel de Cthulhu (Chaosium Inc.) :

• édition  Les Masques de Nyarlathotep : cartes C46 Comptes trafiqués et C51 Masque de la pièce ;
• édition Les Cités Oubliées : cartes R46 Chiens d’août, C75 Aquarelle maléfique, C83 Stratégies détournées, U130 Prêtre défroqué, C132 Disgrâce.
- accessoires pour jeu de rôle de la série Game Mastery : cartes d’objets Hero’s Hoard (2006), Relics of War (2006), Dragon’s Trove (2007), Adventure Gear (2007), Second Darkness (2009), Paizo Publishing